# مالجورزاتا جبل
مالجورزاتا جبل (بالبولندية: Małgorzata Gebel)‏ هي ممثلة بولندية، ولدت في 30 نوفمبر 1955 بكاتوفيتسه في بولندا.

## وصلات خارجية
- مالجورزاتا جبل على موقع IMDb (الإنجليزية)
- مالجورزاتا جبل على موقع ألو سيني (الفرنسية)
- مالجورزاتا جبل على موقع أول موفي (الإنجليزية)
- مالجورزاتا جبل على موقع قاعدة بيانات الأفلام السويدية (السويدية)
- مالجورزاتا جبل على موقع قاعدة بيانات الفيلم (الإنجليزية)
- مالجورزاتا جبل على موقع كينوبويسك (الروسية)